# Will Sutton
William Sutton, detto Will (Corona, 3 ottobre 1991), è un ex giocatore di football americano statunitense che ha giocato nel ruolo di defensive tackle. Fu scelto dai Chicago Bears nel corso del terzo giro (82º assoluto) del Draft NFL 2014. Al college ha giocato a football all'Università statale dell'Arizona

## Carriera professionistica

### Chicago Bears
Sutton fu scelto dai Chicago Bears nel corso del terzo giro del Draft 2014. Il 15 maggio 2014 firmò un contratto quadriennale con la franchigia. Debuttò come professionista subentrando nella settimana 1 contro i Buffalo Bills e mettendo a segno un tackle. Nel Monday Night Football della settimana 3 partì per la prima volta come titolare facendo registrare 3 tackle nella vittoria sui Jets. La sua prima stagione si chiuse con 22 tackle in 15 presenze, 5 delle quali come titolare. Nelle successive due, scese in campo in altre 21 occasioni collezionando altri 38 tackle, prima di chiudere anzitempo la stagione 2016 per un infortunio alla caviglia.

### Minnesota Vikings
Rilasciato dai Bears l'11 maggio 2017, 6 giorni più tardi fu ingaggiato dai Minnesota Vikings.

## Statistiche
| Partite totali      | 36 |
| Partite da titolare | 18 |
| Tackle              | 60 |
| Sack                | 0  |
| Intercetti          | 0  |

Statistiche aggiornate alla stagione 2016